# جایستین (ایلینوی)
جایستین (به انگلیسی: Justice) یک روستا در ایالات متحده آمریکا است که در شهرستان کوک (ایلینوی) قرار دارد. جایستین ۷٫۴۷ کیلومتر مربع مساحت و ۱۲٬۹۲۶ نفر جمعیت دارد.